# Santuario della Madonna del Cerreto
Il santuario della Madonna del Cerreto è un complesso religioso situato nel comune di Sorano, nella frazione del Cerreto. La sua ubicazione è lungo la strada vicinale di Cerreto.

## Storia
Il santuario venne costruito a metà Ottocento, più precisamente a partire dal 1854, con lo scopo di sostituire l'oramai degradata pieve di Santa Maria dell'Aquila e di ricordare, nel luogo esatto di ubicazione, l'apparizione della Madonna ad una ragazza del luogo avvenuta alcuni anni prima. L'evento miracoloso fu ulteriormente ricordato dall'aggiunta della cappella sinistra agli inizi del Novecento.

## Descrizione
Il santuario della Madonna del Cerreto si presenta come un semplice edificio religioso, caratterizzato da una pianta a croce latina.
Esternamente, le strutture murarie si presentano interamente rivestite in intonaco, con il portale d'ingresso rettangolare che si apre al centro della facciata principale, affiancato su ciascun lato da una lesena, mentre un'altra lesena si addossa a ciascuna estremità laterale della facciata stessa. Le quattro lesene danno appoggio ad una possente cordonatura, che attraversa orizzontalmente l'intera facciata, ben al di sopra del portale, ripartendola di fatto in due ordini: al centro della cordonatura trova appoggio un arco neoromanico a tutto sesto, che delimita lateralmente ed inferiormente una lunetta. La parte superiore della facciata culmina interamente con un timpano sommitale, che costituisce la base d'appoggio per il tetto di copertura.
L'interno della chiesa, a navata unica con abside semicircolare, si caratterizza per la presenza di lesene che lo suddividono in campate, dando appoggio alle arcate della caratteristica volta a crociera. La cappella sinistra, dedicata alla Madonna Addolorata, con altare in marmo di inizio Novecento, si trova nel punto esatto in cui avvenne l'apparizione della Madonna.